# Hov (Søndre Land)
Hov (auch Hov i Land) ist eine Ortschaft in der norwegischen Kommune Søndre Land in der Provinz (Fylke) Innlandet. Der Ort stellt das Verwaltungszentrum von Søndre Land dar und hat 2132 Einwohner (Stand: 1. Januar 2024).

## Geografie
Hov ist ein sogenannter Tettsted, also eine Ansiedlung, die für statistische Zwecke als eine städtische Siedlung gewertet wird. Der Ort liegt am Ostufer des Sees Randsfjorden, der die Kommune Søndre Land in einen östlichen und einen westlichen Teil teilt. Die meisten Einwohner der Kommune leben im östlichen Teil im Umkreis von Hov.

## Wirtschaft und Infrastruktur
Durch die Ortschaft führt der Fylkesvei 34, der entlang des Randsfjorden-Ostufers verläuft. Von Hov aus Richtung Nordosten führt der Fylkesvei 247.
Die Möbelindustrie hat größere Bedeutung für die Lokalwirtschaft in Hov. Früher wurden in der Ortschaft Möbel hergestellt. Die Fabrik wurde in ein Möbellager umfunktioniert.

## Kirche
In Hov befindet sich die Hov kirke, eine Holzkirche aus dem Jahr 1781. Das Kirchgebäude hat einen kreuzförmigen Grundriss. Der ursprüngliche Kirchturm wurde im Jahr 1871 bei größeren Umbauarbeiten durch einen neuen Turm ersetzt.

## Name
Der Ortsname Hov existiert in Norwegen in mehreren Regionen, unter anderem auch in Akershus und Nordland. Zur Unterscheidung wird Hov in der Kommune Søndre Land auch Hov i Land genannt. Der Name wird meist entweder auf die Bedeutung „heidnischer Tempel, heiliger Ort“ oder auf die topografische Bedeutung „Höhe“ zurückgeführt.

## Persönlichkeiten
- Hans Struksnæs (1902–1983), Segler